# Canomaculina leucosemotheta
Canomaculina leucosemotheta är en lavart som först beskrevs av Hue, och fick sitt nu gällande namn av Elix. Canomaculina leucosemotheta ingår i släktet Canomaculina och familjen Parmeliaceae.   Inga underarter finns listade i Catalogue of Life.